# Alfons I de Bragança
Alfons de Portugal (Castell de Veiros, Estremoz, Alentejo, 10 d'agost de 1377 -Chaves, 15 de desembre de 1461). Noble de Portugal, fou el vuitè comte de Barcelos i el primer Duc de Bragança. Fill natural de Joan I el de Bona Memòria i d'Inés Pires.
El primitiu Estat i patrimoni dels Bragança es va formar amb béns i terres amb què va dotar a la seva filla el Conestable Nuno Álvares Pereira, VII Comte de Barcelos. Alfons, gendre d'aquell, va ser el fundador de la Dinastia de Bragança.

## Biografia
Establert des de petit a la cort del seu pare, Alfons va ser criat al costat de la seva germana Beatriz, per l'esposa d'aquell, la princesa anglesa Felipa de Lancaster, qui els crià com a fills seus.
En la conquesta de Ceuta (1415) va ser encarregat dels aprests a les províncies de Estremadura i Entre Douro i Minho i capità de la capitania real. De retorn de Ceuta, i pels serveis, va rebre noves mercès del seu pare Joan I. Durant el regnat d'Eduardo I va tenir excel·lents relacions com el seu mig germà, mes no va aconseguir dissuadir-lo d'emprendre la tràgica expedició a Tànger.
Després de la mort d'Eduardo durant la regència de la seva vídua Leonor d'Aragó, es va convertir en un aliat d'aquesta enfront de la creixent hostilitat de la noblesa per la seva condició d'estrangera. Caiguda la regència de la reina vídua a l'any següent, la regència va passar a l'infant Pere, germà del mort monarca i també mig-germà del comte de Barcelos. No van ser bones les relacions entre Alfons i Pere, arribant gairebé al camp de batalla en Mesão Frio en els marges del Duero, lluita que va ser evitada pel comte de Ourém, fill d'Alfons. Això es va deure a la política de centralització, proposta pel regent, en detriment de la poderosa noblesa, acabdillada per Alfons. Reconciliats breument, el 30 de desembre de 1442, Alfons va obtenir del regent el senyoriu de Bragança a títol de Ducat. Va ser la fundació del Ducat de Bragança. Era el tercer ducat de Portugal (els dos primers van ser creats per Joan I per als seus dos fills: el de Coïmbra per a Pere i el de Viseu per a l'infant Enrique el Navegant). Mentrestant, Alfons s'havia convertit en el oncle favorit del jove Alfons V l'Africà, en detriment del regent, qui per no perdre la seva influència, va fer casar a Alfons V amb la seva filla Isabel.
En 1446, Alfons V va aconseguir la seva majoria d'edat i, poc després, va apartar a l'infant Pere del govern. Després, amb suport del duc de Bragança, el rei va derogar les lleis dictades pel regent i va donar noves prerrogatives a la noblesa. Aquest fet va acabar amb la paciència de Pere, qui es va declarar en rebel·lia. Les tropes reals, al comandament d'Alfons, van derrotar l'infant rebel en la Batalla de Alfarrobeira (1449), on Pere va perdre la vida.
Després de la batalla, Alfons V va concedir al duc de Bragança altres importantíssimes mercès, i nou anys després, quan va partir per a Àfrica, va deixar lliurement al duc el govern del regne en la seva absència.

## Matrimonis i descendència
Es va casar a Leiria el 8 de novembre de 1401 amb Beatriz Pereira de Alvim, comtessa de Barcelos i de Arraiolos, única filla del condestable Nuno Álvares Pereira i de Leonor de Alvim, l'hereva de la casa més opulenta del regne. D'aquesta unió va tenir tres fills; 
- Alfons (1402-1460), comte de Ourém i marquès de Valença (mercè d'Alfons V), que va morir encara en vida del seu pare;
- Ferran (1403-1478), que el va succeir en el ducat de Bragança, amb el nom de Ferran I;
- Isabel, que va casar amb el seu oncle l'infant Joan, comte d'Aveiro i fill de Joan I.

Va contreure matrimoni en 1420 amb Constança de Noronha (morta en 1480), anomenada la piadosa, filla d'Alfons Enríquez de Castella, comte de Gijón i de Noreña, fill natural d'Enrique II de Castella, de qui no va tenir descendència.